# Rolando Coimbra
Rolando Coimbra Aguilera (Montero, 25 februari 1960) is een voormalig Boliviaans voetballer, die speelde als verdediger. Hij beëindigde zijn actieve loopbaan in 1993 bij de Boliviaanse club Club Destroyers.

## Clubcarrière
Coimbra begon zijn professionele loopbaan bij Guabirá en kwam daarnaast uit voor de Boliviaanse topclub Club Blooming. Hij won in totaal driemaal de Boliviaanse landstitel.

## Interlandcarrière
Coimbra speelde in totaal vijftien interlands voor Bolivia in de periode 1983-1987. Onder leiding van bondscoach Wilfredo Camacho maakte hij zijn debuut op 19 juli 1983 in de vriendschappelijke thuiswedstrijd tegen Chili (1-2), net als Reynaldo Zambrana, Eduardo Terrazas, Carlos Arias en Carlos Urizar. Coimbra nam met zijn vaderland tweemaal deel aan de strijd om de Copa América: 1983 en 1987.
| Interlands van Rolando Coimbra voor Bolivia | Interlands van Rolando Coimbra voor Bolivia | Interlands van Rolando Coimbra voor Bolivia | Interlands van Rolando Coimbra voor Bolivia | Interlands van Rolando Coimbra voor Bolivia | Interlands van Rolando Coimbra voor Bolivia |
| №                                           | Datum                                       | Wedstrijd                                   | Uitslag                                     | Competitie                                  | Goals                                       |
| ------------------------------------------- | ------------------------------------------- | ------------------------------------------- | ------------------------------------------- | ------------------------------------------- | ------------------------------------------- |
| 1                                           | 19.07.1983                                  | Bolivia – Chili                             | 1–2                                         | Oefeninterland                              |                                             |
| 2                                           | 21.08.1983                                  | Bolivia – Peru                              | 1–1                                         | Copa América                                |                                             |
| 3                                           | 24.08.1983                                  | Chili – Bolivia                             | 4–2                                         | Oefeninterland                              |                                             |
| 4                                           | 31.08.1983                                  | Colombia – Bolivia                          | 2–2                                         | Copa América                                |                                             |
| 5                                           | 04.09.1983                                  | Peru – Bolivia                              | 2–1                                         | Copa América                                |                                             |
| 6                                           | 22.04.1985                                  | Bolivia – Venezuela                         | 4–1                                         | Oefeninterland                              |                                             |
| 7                                           | 02.05.1985                                  | Bolivia – Peru                              | 0–0                                         | Oefeninterland                              |                                             |
| 8                                           | 26.05.1985                                  | Bolivia – Paraguay                          | 1–1                                         | WK-kwalificatie                             |                                             |
| 9                                           | 02.06.1985                                  | Bolivia – Brazilië                          | 0–2                                         | WK-kwalificatie                             |                                             |
| 10                                          | 09.06.1985                                  | Paraguay – Bolivia                          | 3–0                                         | WK-kwalificatie                             |                                             |
| 11                                          | 30.06.1985                                  | Brazilië – Bolivia                          | 1–1                                         | WK-kwalificatie                             |                                             |
| 12                                          | 14.06.1987                                  | Bolivia – Paraguay                          | 0–2                                         | Oefeninterland                              |                                             |
| 13                                          | 23.06.1987                                  | Uruguay – Bolivia                           | 2–1                                         | Oefeninterland                              |                                             |
| 14                                          | 28.06.1987                                  | Paraguay – Bolivia                          | 0–0                                         | Copa América                                |                                             |
| 15                                          | 01.07.1987                                  | Colombia – Bolivia                          | 2–0                                         | Copa América                                |                                             |

## Erelijst
Club Blooming
- Copa Bolivia

1987